# Stefan Trechsel

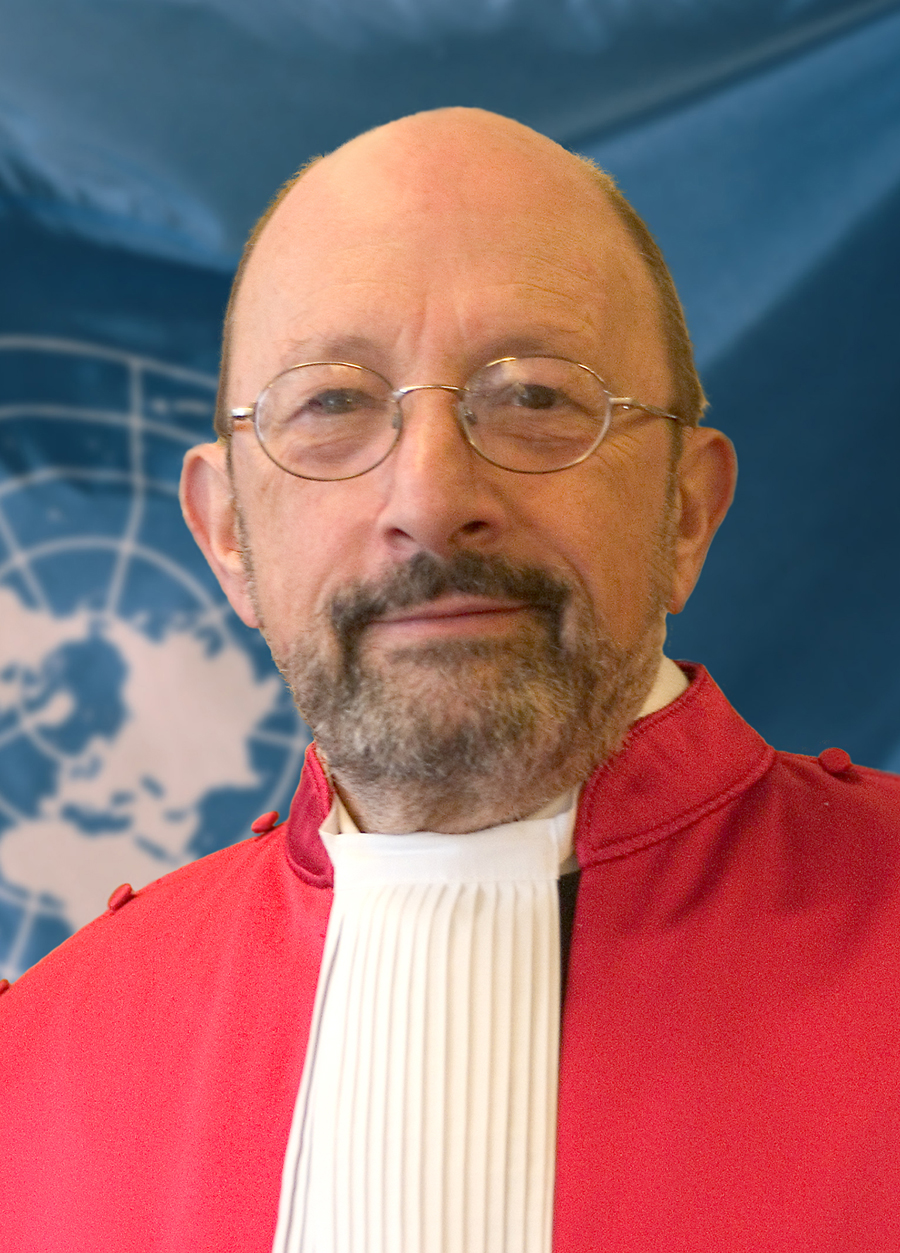
Stefan Trechsel am Internationalen Strafgerichtshof für das ehemalige Jugoslawien

Stefan Trechsel (* 25. Juni 1937 in Bern) ist ein Schweizer Rechtswissenschafter und Richter am Internationalen Strafgerichtshof für das ehemalige Jugoslawien.
Stefan Trechsel wurde 1937 in Bern als Sohn des Manfred Friedrich Trechsel, Pfarrer von Boltigen, geboren, seine Mutter Stephanie Elise Friedländer stammte aus einer jüdischen Berliner Familie. Ab 1967 war er mit der Rechtsanwältin Franca J. Kinsbergen († 2017) verheiratet, mit der er zwei Töchter hat.
Nach der Matur in Burgdorf studierte Trechsel an der Universität Bern Rechtswissenschaft. Nachdem er 1963 das Fürsprecherpatent des Kantons Bern erhalten hatte, promovierte er 1966 bei Hans Schultz mit einer Dissertation zum Thema «Der Strafgrund der Teilnahme». Sechs Jahre später wurde ihm gestützt auf seine Habilitationsschrift zum Thema «Die europäische Menschenrechtskonvention, ihr Schutz der persönlichen Freiheit und die schweizerischen Strafprozessrechte» die Venia Legendi erteilt. Von 1971 bis 1975 war er Staatsanwalt in Bern. Im gleichen Jahr wurde er in die Europäische Menschenrechtskommission gewählt, deren letzter Präsident er war. Nach Lehraufträgen in Fribourg, Bern und Zürich wurde er 1979 zum ordentlichen Professor für Straf- und Strafprozessrecht nach St. Gallen berufen. 1999 wechselte er nach Zürich, wo er bis zu seiner Emeritierung im Sommer 2004 lehrte. Im Sommer 2005 wurde er von der Generalversammlung der Vereinten Nationen zum Ersatzrichter am Internationalen Strafgerichtshof für das ehemalige Jugoslawien gewählt.
Im Fall LaGrand beriet er die US-amerikanische Regierung im Verfahren vor dem Internationalen Gerichtshof.
Während zwölf Jahren war er Mitglied im Kuratorium und Fachbeirat des Max-Planck-Instituts für ausländisches und internationales Strafrecht und Kriminologie.
Von seinen zahlreichen Beiträgen im Bereich des Strafrechts und der Europäischen Menschenrechtskonvention hervorzuheben sind das von Peter Noll begründete, von Kaspar Fischer illustrierte und von ihm weitergeführte Lehrbuch zur Verbrechenslehre, der von ihm herausgegebene Praxiskommentar zum Strafgesetzbuch sowie ein Werk zum Thema «Menschenrechte im Strafprozess».